# Moto Club Olot
El Moto Club Olot és una entitat esportiva catalana dedicada al motociclisme amb seu a Olot, Garrotxa. El president més representatiu en fou Josep Planas Cos. Organitza proves de diverses modalitats des de la dècada de 1960, entre elles algunes de puntuables per al Mundial de trial, i els seus pilots han obtingut el premi per equips en els Sis Dies d'Escòcia de trial els anys 2009 i 2012. Pel club han passat pilots de renom com ara Marc Colomer, Carles Casas i Josep Vilarrasa. El 2023 van guanyar el Premi Kilbauskas al millor equip estranger als Sis Dies d'Escòcia de Trial.